# Castillo de Vilvestre

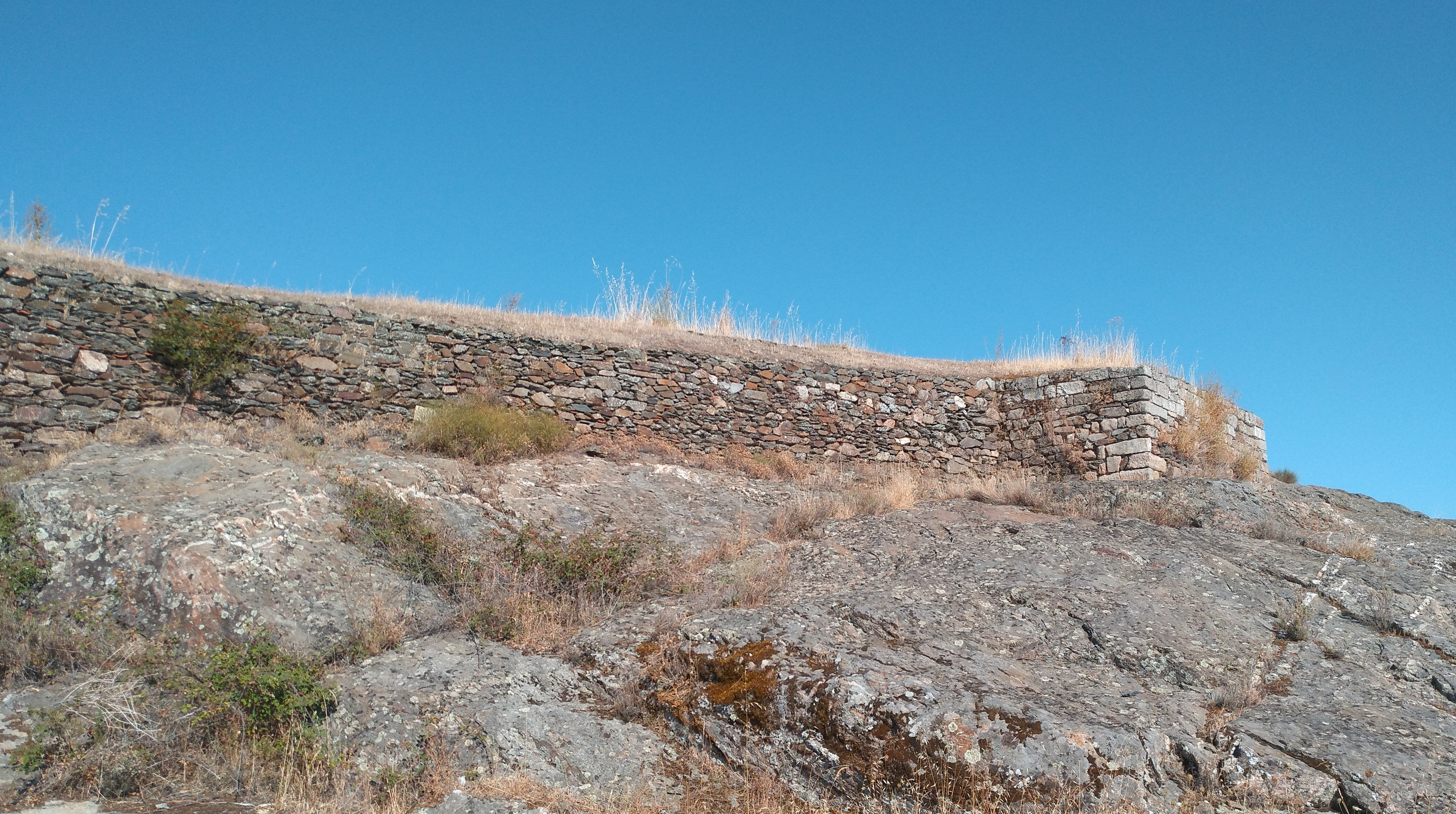
Restos del recinto amurallado del castillo de Vilvestre

El castillo de Vilvestre es una fortaleza medieval situada en el municipio de Vilvestre (Salamanca, España).

## Ubicación
Se sitúa en la parte más alta del casco histórico de Vilvestre, junto a la Ermita de la Virgen del Castillo (a la que da nombre), presidiendo el montículo bajo el que se asienta la localidad.

## Historia
El castillo estaría edificado sobre los restos de un antiguo castro celta. Habría sido construido inicialmente para resguardar la frontera del Reino de León frente a Portugal, presumiblemente a inicios del siglo XIII, aunque su existencia se atestigua documentalmente en el siglo XV, época de la que datan los materiales más antiguos encontrados en el yacimiento, coincidiendo con la época en que tuvo cierta importancia durante la guerra de sucesión a la Corona de Castilla y León entre Isabel la Católica y Juana la Beltraneja, habiendo sido ocupado por las tropas de esta última, que apoyaba el rey portugués.
Posteriormente, la fortaleza fue abandonada tras la Guerra de Restauración portuguesa a mediados del siglo XVII, lo que acabó derivando en la ruina del castillo, del cual actualmente se pueden observar parte de sus muros, redescubiertos tras la excavación llevada a cabo en 1987.